# Curt Görans
Curt Görans var ett dansband i Eskilstuna i Sverige , som under 1970-talet hade hitlåtar på Svensktoppen.

## Melodier på Svensktoppen
- Dansa dansa dansa - 1974[2]
- Min sommardröm - 1975[3]
- Ta min hand - 1977[4]
- Välkommen sommar - 1977[4]